# UEFA-együttható
Az UEFA-együttható (más néven UEFA-koefficiens), az UEFA-tagországok labdarúgó-válogatottjainak, illetve klubcsapatainak rendezett labdarúgótornák rangsorolását és kiemelését meghatározó statisztikai adat. Az UEFA-együtthatót az európai labdarúgás vezető szervezete, az Európai Labdarúgó-szövetség (UEFA) alkalmazza.
Jelenleg három különböző típusát különböztetjük meg:
- UEFA-tagországok nemzeti labdarúgó-válogatottak együtthatói;
- Ország-koefficiens: az egyes tagországok klubcsapatainak teljesítményének rangsorolásához használják; amellyel meghatározzák az indítható csapatok számát, valamint hogy mely fordulóban kapcsolódnak be a klubcsapatok az UEFA-bajnokok ligájában, Európa-ligában és az UEFA Konferencia Ligában;
- Klubkoefficiens: a labdarúgóklubok amellyel meghatározzák a kiemeléseket az UEFA-bajnokok ligájában, Európa-ligában és az UEFA Konferencia Ligában.

## Nemzeti labdarúgó-válogatottak UEFA-együtthatója

### Régi pontszámítási rendszer
A nemzeti labdarúgó-válogatottak UEFA-együtthatója a válogatott nemzetközi eredményeiből adódik, mely a legutóbbi labdarúgó-világbajnokság és a legutóbbi labdarúgó-Európa-bajnokság selejtezőköreiben elért pontszámok (3 pont a győzelemért, 1 pont a döntetlenért) és lejátszott mérkőzések hányadosa. A rájátszásban elért eredmények nem számítanak. A legutóbbi labdarúgó-világbajnokság vagy labdarúgó-Európa-bajnokság rendezői esetében csak egy torna selejtezőjén elért eredmények kerülnek elszámításra.
Ha egy vagy több válogatott rendelkezik egyforma együtthatóval, úgy a ranglista meghatározása a következő szempontok szerint történik:
1. a korábbi torna selejtező mérkőzéseiből adódó együttható,
2. a gólkülönbség átlaga,
3. a lőtt gólok átlaga,
4. az idegenben lőtt gólok átlaga,
5. sorsolás.

A 2008-as labdarúgó-Európa-bajnokság csoportjainak kialakításakor még a régi pontszámítási rendszer alapján számolt UEFA-együtthatókat vették figyelembe.
Raymond Domenech, a francia labdarúgó-válogatott szövetségi kapitánya élesen kritizálta ezt a számítási rendszert, mivel elégedetlen volt a 2008-as labdarúgó-Európa-bajnokság sorsolásával, amelyen az aktuális világbajnok olaszokat nem az első helyen emelték ki. Giorgio Marchetti, az UEFA professzionális labdarúgással foglalkozó osztályának igazgatója 2007. november 22-én jelentette be, hogy a korábbi pontszámítási rendszert felülvizsgálják, és egy olyan új pontszámítási rendszer kidolgozásán dolgoznak, amely figyelembe veszi a labdarúgó-világbajnokságon és a labdarúgó-Európa-bajnokságon elért eredményeket is.

### Új pontszámítási rendszer
Az UEFA 2008. május 20-án bejelentette, hogy új pontszámítási rendszert vezet be, mely figyelembe veszi a labdarúgó-Európa-bajnokságon és a labdarúgó-világbajnokságon elért eredményeket is. 2013. december 12-én kisebb változtatásokat hajtottak végre a bónuszpontok esetében. Ezeket a módosításokat először a 2016-os labdarúgó-Európa-bajnokság selejtezőkörének sorsolásakor alkalmazták.

#### Alapelvek
1. Figyelembe vett mérkőzések
A labdarúgó-Európa-bajnokságon és a labdarúgó-világbajnokságon illetve ezek selejtezőkörében lejátszott összes hivatalos mérkőzés beleszámít a válogatott-együtthatóba. A barátságos mérkőzések nem számítanak.
2. Elszámolt időszak
Az elszámolt időszak egy ciklusát a labdarúgótorna selejtezőkörének és döntő szakaszának együttes időtartama határozza meg. A válogatott-együttható kiszámításakor két és fél ciklust vesznek figyelembe, amely a korábbi három selejtezőkörből és két döntő szakaszból adódik.
Példa
A 2016-os labdarúgó-Európa-bajnokság 2015. december 12-i sorsolásakor a következő ciklusokat veszik figyelembe:
- 1. időszak: 2012-es labdarúgó-Európa-bajnokság (selejtezőkör és a döntő szakasz)
- 2. időszak: 2014-es labdarúgó-világbajnokság (selejtezőkör és a döntő szakasz)
- 3. időszak: 2016-os labdarúgó-Európa-bajnokság (selejtezőkör)

3. A mérkőzéseken szerezhető pontok
A selejtezőkörben, illetve a torna döntő szakaszán lejátszott összes mérkőzésért pont szerezhető a következő szabályok szerint:
- Minden válogatott-mérkőzésért – függetlenül a végeredménytől – 10 000 pont jár;
- A győzelemért 30 000 pont, a döntetlenért 10 000 pont jár;
- Minden lőtt gól 501 ponttal növeli a mérkőzésért járó pontszám összegét, míg minden kapott gól 500 ponttal csökkenti azt.
- Ha bármely mérkőzés büntetőpárbajjal fejeződne be, úgy mindkét csapat 10 000 pontot szerez (mint döntetlenért), amelyet a győztes csapat további 10 000 ponttal növel. A büntetőpárbaj során elért gólok nem számítanak.

Példa
1. csapat 4–1-re legyőzi a 2. csapatot
1. csapat: 10 000 pontot kap a mérkőzésért + 30 000 pont jár a győzelemért + 4×501 pont a lőtt gólokért - 1×500 pont a kapott gólok miatt = 41 504 pont.

2. csapat: +10 000 pont a mérkőzésért + 1×501 pont a lőtt gólért - 4×500 pont a kapott gólok miatt = 8501 pont.
4. Jutalom-, vagy bónuszpontok
Hogy az együtthatóban elszámolásra kerülő labdarúgótornák különböző szakaszainak jelentőségét és a szintek erősségét megfelelően nyomatékosítsák, jutalom-, vagy bónuszpontokat osztanak mindazon labdarúgó-válogatottaknak, amelyek bejutnak az érintett labdarúgótornák egyeneses kieséses szakaszába. A bónuszpontok lépcsőzetesen emelkednek a labdarúgótorna magasabb szintjeire lépve, és a mérkőzések végeredményeitől függetlenül garantáltan elszámolásra kerülnek.
A bónuszpontok értékét a következő táblázat tartalmazza(2014. január 1-től):
| Labdarúgótorna   | Selejtező | Csoportkör | Nyolcaddöntő | Negyeddöntő | Elődöntő | 3. helyért | Döntő  |
| ---------------- | --------- | ---------- | ------------ | ----------- | -------- | ---------- | ------ |
| Európa-bajnokság | 4 000     | 8 000      | 12 000       | 18 000      | 28 000   | –          | 38 000 |
| Világbajnokság   | 4 000     | 8 000      | 12 000       | 18 000      | 28 000   | 18 000     | 38 000 |

5. Egy adott időszak elszámítása
A nemzeti labdarúgó-válogatottak összes mérkőzésének eredményéből (selejtezők és a labdarúgótornák döntőin) számolt pontszám összegét elosztjuk az adott időszakban lejátszott mérkőzések számával.
6. Súlyozott tényező
A súlyozott tényező az egyik legfontosabb viszonyszám az UEFA-koefficiens meghatározásában, mely megfelelően tükrözi a labdarúgó-válogatottak aktuális felkészültségi szintjét, a frissebb eredmények nagyobb „súllyal” szerepelnek. Az elszámolt időszakban jelölt ciklusok alapján a 3. és 2. időszak egyaránt kétszeres szorzóval (a teljes mutató 40%–40%-a), míg a legkorábbi, azaz az 1. időszak egyszeres szorzóval (a teljes mutató 20%-a) bír az UEFA-együtthatóban.
Példa
A 2016-os labdarúgó-Európa-bajnokság selejtezőcsoportjainak sorsolásakor a következőket veszik figyelembe:
|                   | 2010-es labdarúgó-világbajnokság (selejtező + döntő szakasz) | 2012-es labdarúgó-Európa-bajnokság (selejtező + döntő szakasz) | 2014-es labdarúgó-világbajnokság (selejtező) |
| ----------------- | ------------------------------------------------------------ | -------------------------------------------------------------- | -------------------------------------------- |
| Átlag pontszám    | 14 000                                                       | 18 000                                                         | 25 000                                       |
| Súlyozott tényező | 1 (20%)                                                      | 2 (40%)                                                        | 2 (40%)                                      |
| Összesen          | 14 000                                                       | 36 000                                                         | 50 000                                       |

A labdarúgó-válogatott összpontszáma: 100 000 (1. + 2. + 3. időszak)

Osztószám: 5 (2010-es VB-selejtező + döntő szakasz, 2012-es EB-selejtező + döntő szakasz és a 2014-es VB-selejtező)

UEFA-együttható: 100 000 / 5 = 20 000

## Ország-koefficiens
Az ország-koefficiens UEFA-együtthatóját az UEFA-tagországok bajnokságainak rangsorolására használják, amely meghatározza az indulásra jogosult klubcsapatok számát és bekapcsolódási helyét az UEFA-bajnokok ligájában, az Európa-ligában, és az UEFA Konferencia Ligában.
Ezen UEFA-együttható érvénybe lépése kétciklusos, azaz a szezon lezárása után számolt érték csak egy teljes szezonnal később érvényes, azaz a 2023–2024-es szezon UEFA-együtthatóját a 2025–2026-os szezonban alkalmazzák.
Számítása
Ezt az együtthatót a nemzeti labdarúgó-bajnokságok klubjainak az UEFA-bajnokok ligájában, az Európa-ligában és az UEFA Konferencia Ligában az utolsó 5, már befejezett szezonban elért összes eredmény figyelembevételével számítják ki. Így az adott év májusában–júniusában befejeződött európai kupák eredményei először a következő második szezontól számítanak először, és 5 évig vannak érvényben.
A klubok a selejtezőben egy pontot kapnak a győzelemért, felet a döntetlenért. A csoportkörtől kezdődően kettő pontot kapnak a győzelemért, egyet a döntetlenért. Bónuszpontok járnak a következőkért:
- Részvétel a csoportkörben – 4 pont a BL-ben
- Csoportköri első helyezés – 4 pont az EL-ben, 2 pont az EKL-ben
- Csoportköri második helyezés – 2 pont az EL-ben, 1 pont az EKL-ben
- Részvétel a nyolcaddöntőben – 1 pont a BL-ben, 1 pont az EL-ben
- Részvétel a negyeddöntőben – 1 pont a BL-ben, 1 pont az EL-ben
- Részvétel a elődöntőben – 1 pont a BL-ben, 1 pont az EL-ben, 1 pont az EKL-ben
- Részvétel a döntőben – 1 pont a BL-ben, 1 pont az EL-ben, 1 pont az EKL-ben

A megszerzett pontokat összeadják, majd elosztják az adott szezonban az adott szövetség által indított klubcsapatok számával. Az így kapott értéket három tizedesjegy pontosságig kerekítik (pl. 2,333), így kapjuk a labdarúgó-bajnokságok szezonbeli UEFA-együtthatóját. Az utolsó 5 szezon UEFA-együtthatójának összértéke képezi a nemzeti labdarúgó-bajnokságok UEFA-együtthatóját.

## Klubkoefficiens
A klubkoefficiens arra szolgál, hogy az európai kupákban a csapatok kiemelését eldöntsék a sorsolást megelőzően.
A klub együtthatója a csapat legutóbbi 5 évben a Bajnokok Ligájában, az Európa-ligában és az UEFA Konferencia Ligában szerzett pontjainak összessége, illetve a klub tagországának legutóbbi 5 éves átlágának együtthatója közül a magasabb érték.
A klubok a csoportkörtől kezdődően a sorozatokban kettő pontot kapnak a győzelemért, egyet a döntetlenért. A nyolcaddöntő rájátszásáért zajló találkozókon nem szerezhető pont. A hosszabbítás utáni győzelemért ugyanezt a pontszámot kapják, de a büntetőrúgásokkal véget ért találkozók döntetlennek számítanak. A 2024–25-ös szezontól kezdődően a csapatok az alapszakasz helyezése szerint kapnak bónuszpontot. Az Európa-ligában és az UEFA Konferencia Ligában az alapszakaszban szereplők garantált pontszámot kapnak, ha a szerzett pontok nem érik el a garantált pontszámot.
- Aktuális állás

| Forduló | Együttható pontszámok                      | Együttható pontszámok               | Együttható pontszámok |
| Forduló | Bajnokok Ligája                            | Európa-liga                         | UEFA Konferencia Liga |
| --- | ------------------------------------------ | ----------------------------------- | --------------------- |
| Kiesés az 1. selejtezőkörből                                                                               | – (az EL 2. selejtezőkörébe kerül)         | – (az EKL 2. selejtezőkörébe kerül) | 1,000                 |
| Kiesés a 2. selejtezőkörből                                                                                | – (az EL 3. selejtezőkörébe kerül)         | – (az EKL 3. selejtezőkörébe kerül) | 1,500                 |
| Kiesés a 3. selejtezőkörből                                                                                | – (az EL csoportkörébe/rájátszásába kerül) | – (az EKL rájátszásába kerül)       | 2,000                 |
| Kiesés a rájátszásból                                                                                      | – (az EL csoportkörébe kerül)              | – (az EKL csoportkörébe kerül)      | 2,500                 |
| Győzelem a csoportkörben, vagy az egyenes kieséses szakaszban (a nyolcaddöntő rájátszásán nem szerezhető)  | 2,000                                      | 2,000                               | 2,000                 |
| Döntetlen a csoportkörben, vagy az egyenes kieséses szakaszban (a nyolcaddöntő rájátszásán nem szerezhető) | 1,000                                      | 1,000                               | 1,000                 |
| Alapszakasz, 1. helyezés                                                                                   | 12,000                                     | 6,000                               | 4,000                 |
| Alapszakasz, 2. helyezés                                                                                   | 11,750                                     | 5,750                               | 3,750                 |
| Alapszakasz, 3. helyezés                                                                                   | 11,500                                     | 5,500                               | 3,500                 |
| Alapszakasz, 4. helyezés                                                                                   | 11,250                                     | 5,250                               | 3,250                 |
| Alapszakasz, 5. helyezés                                                                                   | 11,000                                     | 5,000                               | 3,000                 |
| Alapszakasz, 6. helyezés                                                                                   | 10,750                                     | 4,750                               | 2,750                 |
| Alapszakasz, 7. helyezés                                                                                   | 10,500                                     | 4,500                               | 2,500                 |
| Alapszakasz, 8. helyezés                                                                                   | 10,250                                     | 4,250                               | 2,250                 |
| Alapszakasz, 9. helyezés                                                                                   | 10,000                                     | 4,000                               | 2,000                 |
| Alapszakasz, 10. helyezés                                                                                  | 9,750                                      | 3,750                               | 1,875                 |
| Alapszakasz, 11. helyezés                                                                                  | 9,500                                      | 3,500                               | 1,750                 |
| Alapszakasz, 12. helyezés                                                                                  | 9,250                                      | 3,250                               | 1,625                 |
| Alapszakasz, 13. helyezés                                                                                  | 9,000                                      | 3,000                               | 1,500                 |
| Alapszakasz, 14. helyezés                                                                                  | 8,750                                      | 2,750                               | 1,375                 |
| Alapszakasz, 15. helyezés                                                                                  | 8,500                                      | 2,500                               | 1,250                 |
| Alapszakasz, 16. helyezés                                                                                  | 8,250                                      | 2,250                               | 1,125                 |
| Alapszakasz, 17. helyezés                                                                                  | 8,000                                      | 2,000                               | 1,000                 |
| Alapszakasz, 18. helyezés                                                                                  | 7,750                                      | 1,750                               | 0,875                 |
| Alapszakasz, 19. helyezés                                                                                  | 7,500                                      | 1,500                               | 0,750                 |
| Alapszakasz, 20. helyezés                                                                                  | 7,250                                      | 1,250                               | 0,625                 |
| Alapszakasz, 21. helyezés                                                                                  | 7,000                                      | 1,000                               | 0,500                 |
| Alapszakasz, 22. helyezés                                                                                  | 6,750                                      | 0,750                               | 0,375                 |
| Alapszakasz, 23. helyezés                                                                                  | 6,500                                      | 0,500                               | 0,250                 |
| Alapszakasz, 24. helyezés                                                                                  | 6,250                                      | 0,250                               | 0,125                 |
| Alapszakasz, 25. helyezés                                                                                  | 6,000                                      | 0,000                               | 0,000                 |
| Alapszakasz, 26. helyezés                                                                                  | 6,000                                      | 0,000                               | 0,000                 |
| Alapszakasz, 27. helyezés                                                                                  | 6,000                                      | 0,000                               | 0,000                 |
| Alapszakasz, 28. helyezés                                                                                  | 6,000                                      | 0,000                               | 0,000                 |
| Alapszakasz, 29. helyezés                                                                                  | 6,000                                      | 0,000                               | 0,000                 |
| Alapszakasz, 30. helyezés                                                                                  | 6,000                                      | 0,000                               | 0,000                 |
| Alapszakasz, 31. helyezés                                                                                  | 6,000                                      | 0,000                               | 0,000                 |
| Alapszakasz, 32. helyezés                                                                                  | 6,000                                      | 0,000                               | 0,000                 |
| Alapszakasz, 33. helyezés                                                                                  | 6,000                                      | 0,000                               | 0,000                 |
| Alapszakasz, 34. helyezés                                                                                  | 6,000                                      | 0,000                               | 0,000                 |
| Alapszakasz, 35. helyezés                                                                                  | 6,000                                      | 0,000                               | 0,000                 |
| Alapszakasz, 36. helyezés                                                                                  | 6,000                                      | 0,000                               | 0,000                 |
| Garantált minimum pontszám, ha az alapszakaszban szerzett pontszám a jelzett értéknél kevesebb             | –                                          | 3,000                               | 2,500                 |
| Részvétel a nyolcaddöntőben                                                                                | 1,500                                      | 1,000                               | 0,500                 |
| Részvétel a negyeddöntőben                                                                                 | 1,500                                      | 1,000                               | 0,500                 |
| Részvétel az elődöntőben                                                                                   | 1,500                                      | 1,000                               | 0,500                 |
| Részvétel a döntőben                                                                                       | 1,500                                      | 1,000                               | 0,500                 |